# 14517 Monitoma
14517 Monitoma eller 1996 LJ1 är en asteroid i huvudbältet som upptäcktes den 13 juni 1996 av den tjeckiske astronomen Petr Pravec vid Ondřejov-observatoriet. Den är uppkallad efter Monika Pravcová och Tomáš Kneslík.
Asteroiden har en diameter på ungefär 8 kilometer.